# 弱须羊茅
弱须羊茅（学名：Festuca leptopogon）为禾本科羊茅属下的一个种。

## 扩展阅读
- 維基物種上的相關：弱须羊茅